# Enderby
Enderby is een civil parish in het bestuurlijke gebied Blaby, in het Engelse graafschap Leicestershire met 5.648 inwoners.